# Ulachan-Vava
L'Ulachan-Vava (in russo  Улахан-Вава?) è un fiume della Siberia orientale, affluente di destra del Viljuj (appartiene al bacino della Lena). Si trova in Russia, nella Sacha (Jacuzia).
Il fiume scorre nell'Altopiano della Siberia Centrale; la sua lunghezza è di 374 km, l'area del suo bacino è di 12 500 km². Riceve gli affluenti Chajm (101 km), Sengačanda (105 km), Kjurjungnekan (194 km), Umotka (84 km). Sfocia nel Viljuj a 2 044 km dalla sua foce. Il fiume gela a ottobre e rimane coperto di ghiaccio fino a giugno.